# Trigonotylus pulcher
Trigonotylus pulcher är en insektsart som beskrevs av Reuter 1876. Trigonotylus pulcher ingår i släktet Trigonotylus och familjen ängsskinnbaggar. Inga underarter finns listade i Catalogue of Life.